# 峨眉桃叶珊瑚
峨眉桃叶珊瑚（学名：Aucuba chinensis subsp. omeiensis）为绞木科桃叶珊瑚属桃叶珊瑚的亚种。分布于中国四川等地，生长于海拔800米至1,300米的地区，多生在林中以及常绿阔叶林中。
另有意見認為該亞種等同Aucuba chinensis var. chinensis。

## 别名
青皮树（四川峨眉）